# خلل التنسج الشرجي
خلل التنسج الشرجي أو خلل تنسج الشرج هو حالةٌ قبل سرطانية تحدث عندما تتعرض بطانة القناة الشرجية لتغيراتٍ شاذة. يمكن تصنيف هذا الخلل ضمن تصنيف الآفات الحرشفية داخل الظهارة منخفضة الدرجة (LSIL) والآفات حرشفية داخل الظهارة عالية الدرجة (HSIL). والجدير بالذكر أنه في معظم الحالات، لا ترتبط الحالات بأعراض، ولكن قد يلاحظ الأشخاص وجود كتلٍ في فتحة الشرج وحولها.

## الأسباب
يرتبط خلل التنسج الشرجي عادةً بفيروس الورم الحليمي البشري (HPV)، وهو عدوى تنتقل عن طريق الاتصال الجنسي عادةً. يعد فيروس الورم الحليمي البشري أكثر أنواع العدوى المنقولة جنسياً شيوعاً في الولايات المتحدة في حين كان الهربس التناسلي (HSV) أكثر أنواع العدوى المنقولة جنسياً شيوعاً على مستوى العالم.